# Họ La bố ma
Họ La bố ma (danh pháp khoa học: Apocynaceae) còn được gọi là họ Dừa cạn (theo chi Vinca/Catharanthus), họ Trúc đào (theo chi Nerium), họ Thiên lý (theo chi Telosma) với các danh pháp khoa học đồng nghĩa khác như Asclepiadaceae, Periplocaceae, Plumeriaceae, Stapeliaceae, Vincaceae, Willughbeiaceae. Tuy nhiên, trong Wikipedia lấy theo tên gọi của chi điển hình là chi Apocynum (la bố ma) nên gọi là họ La bố ma. Chúng là các loài cây thuộc thực vật có hoa bao gồm các loại cây thân gỗ, cây bụi, cây thân thảo hay cây dây leo. Nhiều loài là các loại cây thân gỗ cao trong các rừng mưa nhiệt đới, và chủ yếu là sinh trưởng trong các khu vực nhiệt đới và cận nhiệt đới ẩm ướt—nhưng có một số loài sinh trưởng trong các môi trường khô hạn của vùng nhiệt đới. Cũng tồn tại một số loài cây lâu năm thân thảo ở khu vực ôn đới. Nhiều loài có nhựa trắng như sữa cũng như nhiều loài có chứa độc chất gây nguy hiểm cho tính mạng nếu ăn phải. Giống như một số chi khác trong họ Apocynaceae, chi Adenium có cả các loài có nhựa trắng dạng mủ latex và nhựa trong suốt; trong khi chi Pachypodium chỉ có nhựa trong suốt.

## Phân loại
Hiện nay người ta công nhận trong họ này 4.555 loài và được chia ra thành khoảng 415-424 chi. Họ Asclepiadaceae trong hệ thống phân loại Cronquist cũ, hiện nay theo AGP II đã được đưa vào trong Apocynaceae (Endress & Bruyn, 2000). 
Hiện nay, họ Apocynaceae nghĩa rộng có 5 phân họ, bao gồm:
- Họ Apocynaceae nghĩa hẹp (sensu stricto):
  - Apocynoideae - phân họ La bố ma
  - Rauvolfioideae - phân họ Ba gạc
- Họ Asclepiadaceae (họ Bông tai hay họ Thiên lý) cũ:
  - Asclepiadoideae - phân họ Bông tai
  - Periplocoideae
  - Secamonoideae - phân họ Rọ

## Phân bổ

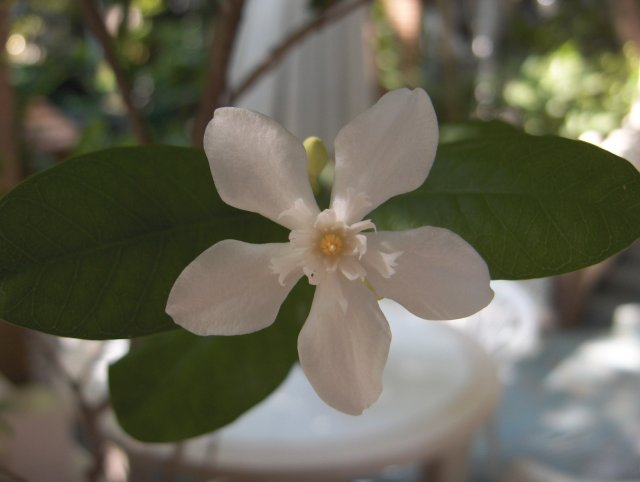
Wrightia antidysenterica

Các loài trong họ này phân bổ chủ yếu trong khu vực nhiệt đới: 
- Trong các rừng mưa nhiệt đới và đầm lầy ở Ấn Độ và Malaya: các loại cây thân gỗ thường xanh từ nhỏ đến rất cao, thông thường với các rễ trụ, chẳng hạn như các chi Alstonia và Dyer.
- Tại miền bắc Australia: cây thân gỗ thường xanh nhỏ, chẳng hạn như các chi Cerbera và Ochrosia.
- Trong các rừng cây lá sớm rụng của châu Phi và Ấn Độ: các loại cây thân gỗ nhỏ, như các chi Carissa, Wrightia và Holarrhena.
- Trong khu vực nhiệt đới châu Mỹ, Ấn Độ, Myanmar và Malaya: các cây thân gỗ thường xanh và cây bụi, chẳng hạn các chi Rauwolfia, Tabernaemontana và Acokanthera.
- Tại Trung Mỹ: Plumeria hay frangipani, với hoa màu trắng sáp hay hồng và mùi thơm.

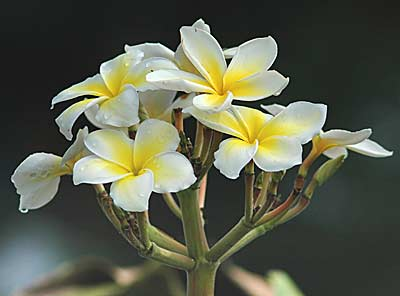
Plumeria alba

- Tại Nam Mỹ, châu Phi và Madagascar: nhiều loại dây leo như chi Landolphia.
- Tại khu vực Địa Trung Hải: chi Nerium, với loài cây được biết đến nhiều nhất là trúc đào (Nerium oleander).
- Các chi duy nhất tìm thấy ở khu vực ôn đới của châu Âu xa khu vực Địa Trung Hải là Vinca (Apocynoideae) và Vincetoxicum (Asclepiadoideae).
- Tại Bắc Mỹ: Apocynum, la bố ma hay gai dầu Anh điêng, bao gồm cả Apocynum cannabinum, một nguồn truyền thống để lấy sợi.
- Tại phần đại lục của khu vực miền nam châu Phi—Angola, Botswana, Mozambique, Nam Phi, Swaziland và Zimbabwe cũng như ở Madgascar (ngoại trừ các khu rừng ẩm ướt thường xanh ở phần phía đông của đảo này và không bao giờ trên độ cao 2.000 m cho toàn bộ đảo này): chi Pachypodium.

## Đặc trưng
Lá đơn, thông thường mọc đối và chéo chữ thập hay mọc vòng xoắn; không có lá kèm. Hoa thông thường sặc sỡ, đối xứng tâm (đối xứng tỏa tia), tổ hợp thành các cụm hoa dạng hình xim hay chùm (ít khi thấy dạng chùm hay hoa đơn). Hoa lưỡng tính, với đài hoa duy nhất 5 thùy. Hoa mọc ở đầu ngọn hay ở nách lá. Các nhị hoa chèn vào bên trong ống của tràng hoa. Nhụy hoa thường là lớn.
Quả là loại quả hạch, quả mọng, quả nang hay quả kén.

## Các chi

### Apocynoideae
- Acokanthera - Trường dược hoa
- Adenium - Sứ Thái, Sứ sa mạc, Mai côi sa mạc, Thiên bảo hoa
- Aganonerion - Dây dang
- Aganosma - Luyến hương, Chè bông
- Alafia - Thiết linh
- Allamanda - Dây huỳnh, Bông vàng, Huỳnh anh
- Allomarkgrafia - Phồn hiệu
- Allowoodsonia - A lạc sơn
- Alstonia - Hoa sữa, Xương gà
- Alyxia - Dây ngôn, Niệm châu
- Amalocalyx - Sơn đôn, Mác chim
- Ambelania - Lâm qua
- Amsonia - Cam thảo nước
- Ancylobotrys - Hạch
- Anechites - Trúc đào leo
- Angadenia - Kim hiệu
- Anodendron - Ngà voi, Cẩm lan
- Apocynum - La bố ma
- Arduina - Ngài trắng
- Artia - Luân kết
- Asketanthera - Bao giao
- Aspidosperma - Dương bôi hoa
- Baissea - Kim bình
- Beaumontia - Dái hoẵng, Thanh minh hoa
- Bousigonia - Bù liêu, Nãi tử
- Cabucala - Sâm châu
- Callichilia - An quả
- Calocrater - Kim ngưu quả
- Cameraria - Áp đản hoa
- Carissa - Xi rô, Giả hổ thử
- Carpodinus - Cáp đinh
- Carruthersia - Cà thơ
- Carvalhoa - Tiêu dại
- Catharanthus - Dừa cạn Madagascar, Trường xuân hoa
- Cerbera - Mướp xác, Hải mông quả
- Cerberiopsis - Trúc đào quả cánh
- Chamaeclitandra - Ải hạnh
- Chilocarpus - Thần quả trấn, Thần châu
- Chonemorpha - Quặn hoa, Lộc giác
- Cleghornia - Giả đỗ trọng
- Clitandra - Chu hạnh
- Condylocarpon - Tán tiết
- Couma - Sữa bò
- Craspidospermum - Khổ ngõa
- Crioceras - Công dương
- Cycladenia - Lạp bố ma
- Cyclocotyla - Lê môi
- Cylindropsis - Trường hạnh
- Delphyodon - Điệp đơn
- Dewevrella - Điêu qui
- Dictyophleba - Diệc li
- Dipladenia - Diếp lân
- Diplorhynchus - Giác tố hinh
- Dyera - Đại đường giao
- Ecdysanthera - Dây chua
- Echites - Giao
- Elytropus - Ơ ly
- Epigynium - Ngân đào
- Eucorymbia - Diêu cô
- Farquharia - Phát hà
- Fernaldia - Hoa bính
- Forsteronia - Phú tùng
- Funtumia - Phong thu
- Galactophora - Nãi phú
- Geissospermum - Thường sơn lê
- Gonioma - Hoàng dương lãm
- Grisseea - Lệ sơn
- Gymnema - Lõa ti
- Hancornia - Minh giáp quả
- Haplophyton - Trừ chương thảo
- Himatanthus - Đại
- Holarrhena - Hồ liên
- Hunteria - Bên bai
- Hymenolophus - Hiêm lộc
- Ichnocarpus - Mần trây
- Isonema - Yến ninh
- Ixodonerium - Néo
- Kamettia - Sức châu
- Kibatalia - Thần linh, Dùi đôi
- Kopsia - Cốp, Trang tây
- Lacmellea - Lạc miên
- Landolphia - Lăng đô
- Laubertia - Lâu bách
- Laxoplumeria - Mẫu nhũ
- Lepinia - Lê biên
- Lepiniopsis - Lê biên sĩ
- Leuconotis - Liêu công
- Lochnera - Lô na
- Lyonsia - Long sinh
- Macoubea - Anh vũ quả
- Macropharynx - Cự yết
- Macrosiphonia - Hoa rong biển
- Malouetia - Mang cá
- Mandevilla - Hoa ve đỏ
- Mascarenhasia - Mặc hà
- Melodinus - Giom
- Mesechites - Thuý tâm
- Micrechtites - Mỹ tịch
- Microplumeria - Mỹ lâm
- Molongum - Mô lông
- Mortoniella - Mộc tôn
- Motandra - Mộc đản
- Mucoa - Dầu ma
- Neobracea - Niêu bách
- Neocouma - Niêu câu
- Nerium - Trúc đào
- Nouettea - Nết nam
- Ochrosia - Chay lang
- Odontadenia - Tuyến nha
- Oncinotis - Ma tác
- Orthopichonia - Ô thô
- Pachypodium - Mã kì lân
- Pachouria - Bách châu
- Papuechites - Pháp chi
- Parahancornia - Nãi ngưu mộc
- Parameria - Song tiết
- Parepigynum - Dây phú ninh
- Parsonsia - Bạt son
- Peltastes - Bão tây
- Pentalinon - Kim hương
- Petchia - Bách giáp
- Picralima - Phích liên
- Plectaneia - Lạc tân
- Pleiocarpa - Lệ cách
- Pleioceras - Lệ sơ
- Plumeria - Đại, Sứ
- Pottsia - So côm
- Prestonia - Bách tông
- Pycnobotrya - Bích nô
- Quiotania - Quy tán
- Rauwolfia - Ba gạc, La phù mộc
- Rhabdadenia - Lạp đằng
- Rhazya - La đằng
- Rhigospira - Lựu qua
- Rhodocalyx - Hồng thụ
- Rhynchodia - Mô tử
- Saba - Tranh hương
- Salpinctes - Sao bình
- Schizozygia - Thủ sang
- Secondatia - Thứ đằng
- Sindechites - Mao dược
- Skytanthus - Kỳ tang
- Spirolobium - Luân thùy
- Spongiosperma - Chi qua
- Stemmadenia - Tuyến quan
- Stephanostegia - Sử đế gia
- Stephanostema - Sử đế ma
- Stipecoma - Tiệp cơ
- Strempeliopsis - Trâm biểu
- Strophanthus - Sừng trâu
- Tabernaemontana -Bánh hỏi, Lài trâu, Li lài, Ớt rừng
- Tabernanthe - Dạ linh
- Temnadenia - Thẩm đằng
- Thenardia - Thanh đằng
- Thevetia - Thông thiên, Huỳnh liên
- Tintinnabularia - Tân tân
- Trachelospermum - Cổ quả, Mo se
- Urceola - Mộc tinh, Dây rút, Răng bừa
- Urnularia - Quy lang
- Vahadenia - Vãn điền
- Vallariopsis - Lệ châu môi
- Vallaris - Hòa liệt
- Vallesia - Vạn sinh
- Vinca - Dừa cạn châu Âu
- Voacanga - Mã linh quả
- Willughbeia - Guồi, Dây guồi
- Woytkowskia - Quốc cảo
- Wrightia - Lòng mức
- Xylinabaria - Sĩ linh
- Xylinabariopsis - Râu chim, Dây rút

### Asclepiadoideae
Xem bài Phân họ Bông tai

## Sử dụng

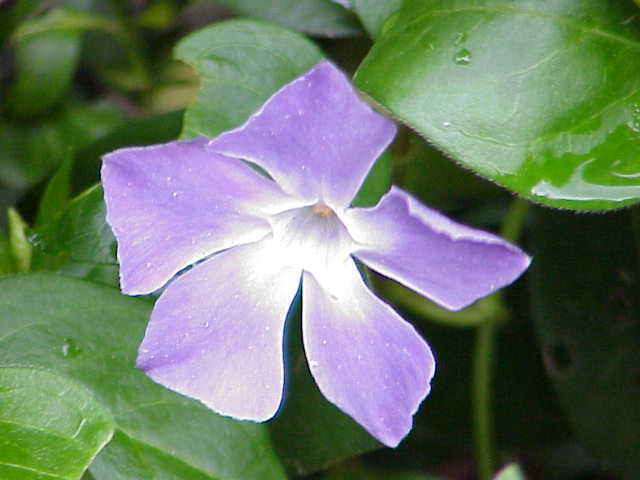
Cây dừa cạn lớn (Vinca major), một loại cây phổ biến

Một vài loài cây trong họ này có sử dụng kinh tế trong quá khứ.
Các chi Carpodinus, Landolphia, Hancornia, Funtumia và Mascarenhasia đã từng là nguồn thương mại cho sản xuất cao su (kém chất lượng).
Nhựa của các loài trong chi Acokanthera, chẳng hạn như A. venenata và nhựa cây dạng sữa của các loài thuộc chi Pachypodium ở Namibia đã được sử dụng làm chất độc để tẩm đầu mũi tên của người Khwe. Tuy nhiên, một số nguồn (Rapananrivo và những người khác, trang 5) có ghi rằng Pachypodium không có nhựa màu như sữa.
Các chi sau là các loại cây cảnh: Amsonia, Nerium (trúc đào), Vinca (dừa cạn), Carissa, Allamanda (cây huỳnh anh/càng cua), Plumeria (cây đại/hoa sứ), Thevetia, Mandevilla (hoa Savannah).
Rauvolfia caffra là cây ba gạc chứa quinin. Rauvolfia serpentina hay ba gạc hoa đỏ chứa các ancaloit là reserpin và rescinnamin.
Một số là các nguồn dược phẩm, chẳng hạn như các glycozit, có tác động tới các chức năng tim mạch: Acokanthera, Apocynum, Cerbera, Nerium, Thevetia và Strophantus.
Chi Apocynum đã từng được sử dụng làm nguồn lấy sợi của người Mỹ bản địa.